# Światła mijania

Oświetlenie drogi przez asymetryczne światła mijania w ruchu prawostronnym

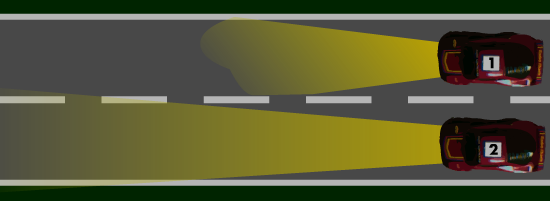
Snop asymetrycznych świateł mijania (na górze, samochód nr 1) i snop świateł drogowych (na dole, samochód nr 2)

Światła mijania (zwane także krótkimi) – światła silnikowych pojazdów drogowych, używane do oświetlenia drogi z przodu pojazdu, w założeniach niepowodujące oślepienia ani dyskomfortu dla kierowców pojazdów nadjeżdżających z przeciwka oraz dla innych użytkowników drogi. Włączanie tych świateł jest obowiązkowe łącznie lub zamienne ze światłami drogowymi zawsze od zmierzchu do świtu, a także w tunelach, w warunkach pogorszonej przejrzystości powietrza (mgła, silne opady deszczu lub śniegu, zadymienie itp.) oraz podczas holowania. W Polsce włączanie świateł mijania jest obowiązkowe także podczas ruchu pojazdu w dzień, jeżeli nie jest on wyposażony w światła do jazdy dziennej.

Symbol świateł mijania

## Wymagania
Regulaminy homologacyjne dla świateł mijania określają wymagane natężenie oświetlenia w wybranych punktach na ekranie pomiarowym. Dla punktów znajdujących się powyżej linii odcięcia (granica światła-cienia), w tym również w punkcie B50L (B50R dla ruchu lewostronnego) odpowiadającemu wysokości wzroku innych kierowców, określono jedynie wartości maksymalne. Oznacza to, że w idealnym przypadku światła mijania mogłyby być teoretycznie bezpośrednio niewidoczne (świeciłyby wyłącznie na jezdnię). Niedoskonałości elementów optycznych reflektora (odbłyśnik, soczewka, klosz) powodują jednak, że część światła jest rozpraszana i kierowana powyżej linii odcięcia. Nowoczesne reflektory projekcyjne coraz dokładniej kształtują wiązkę światła, dzięki czemu ich światłość w strefie cienia jest porównywalna lub nawet mniejsza od światłości przednich świateł pozycyjnych.
Przepisy wymagają, by światła mijania oświetlały tylko wybrany obszar przed samochodem, na wprost przed samochodem oświetlany obszar powinien tworzyć z jezdnią kąt większy niż 0,1%, co odpowiada oświetleniu powierzchni płaskiej jezdni maksymalnie do około 300 m, a przestrzeni nad jezdnią jeszcze bliżej. Światła są asymetryczne: konstrukcja soczewek i reflektorów tych świateł powoduje, że snop światła skierowany jest bardziej ku poboczu drogi, co zapobiega oślepianiu kierowców pojazdów nadjeżdżających z przeciwka, ma także zapewnić oświetlenie znaków drogowych, przeszkód i pieszych poruszających się skrajem drogi.

## Światła mijania w dzień
W Polsce w latach 90. XX wieku – wzorem krajów skandynawskich, gdzie uczyniono to wcześniej – wprowadzono obowiązek stosowania tych świateł także w dzień w warunkach normalnej przejrzystości powietrza, najpierw w latach 1991–1997 od 1 listopada do 1 marca, później w okresie 1997–2007 od 1 października do ostatniego dnia lutego. Argumentowano to tym, że wtedy Słońce świeci nisko. Zgodnie z nowelizacją Ustawy Prawo o Ruchu Drogowym, od 17 kwietnia 2007 obowiązek ten rozciągnięto na cały rok, przy czym za dnia w zastępstwie świateł mijania dopuszcza się stosowanie świateł do jazdy dziennej. Polska była pod tym względem prekursorem wśród krajów położonych poza Skandynawią.
Obecnie (2007) nakazu całodobowej jazdy z włączonymi światłami mijania lub światłami do jazdy dziennej przez cały rok wymaga się także w następujących krajach Europy: Czechy, Dania, Estonia, Finlandia, Islandia, Litwa, Łotwa, Macedonia, Norwegia, Słowacja, Słowenia, Szwecja, Węgry i Włochy, w pozostałych krajach nie ma obowiązku włączania świateł mijania w dzień, w normalnych warunkach. W Austrii wprowadzono ten obowiązek 15.11.2005 r. i zniesiono 1.01.2008 r. Zniesienie argumentowano znacznym wzrostem liczby wypadków w latach 2006–2007, negatywną opinią ekspertów ds. bezpieczeństwa drogowego oraz wstrzymaniem przez Komisję Europejską prac nad przepisami zalecającymi używanie świateł mijania w warunkach dobrej widoczności.
Nakaz ten powoduje liczne kontrowersje również w Polsce. Z tego powodu w 2010 r. podjęto w Sejmie RP bezskuteczną próbę jego uchylenia. 9 lutego 2011 do Trybunału Konstytucyjnego został skierowany wniosek o zbadanie zgodności z Konstytucją ustawy wprowadzającej nakaz jazdy z włączonymi światłami mijania przez całą dobę.